# Tancarville
Tancarville ist eine französische Gemeinde mit 1226 Einwohnern (Stand 1. Januar 2022) im Département Seine-Maritime in der Region Normandie. Sie gehört zum Arrondissement Le Havre und zum Kanton Bolbec.
Siehe auch: Grafschaft Tancarville

## Bevölkerungsentwicklung
- 1800: 0400
- 1851: 0351
- 1901: 0887
- 1936: 0626
- 1946: 0684
- 1954: 0775
- 1962: 0938
- 1968: 0921
- 1975: 1026
- 1982: 1139
- 1990: 1326
- 1999: 1236
- 2005: 1233

## Sehenswürdigkeiten
- Pont de Tancarville (1959)
- Kanal von Tancarville (1887)
- Burgruine Tancarville
- Réserve naturelle du Vallon du Vivier

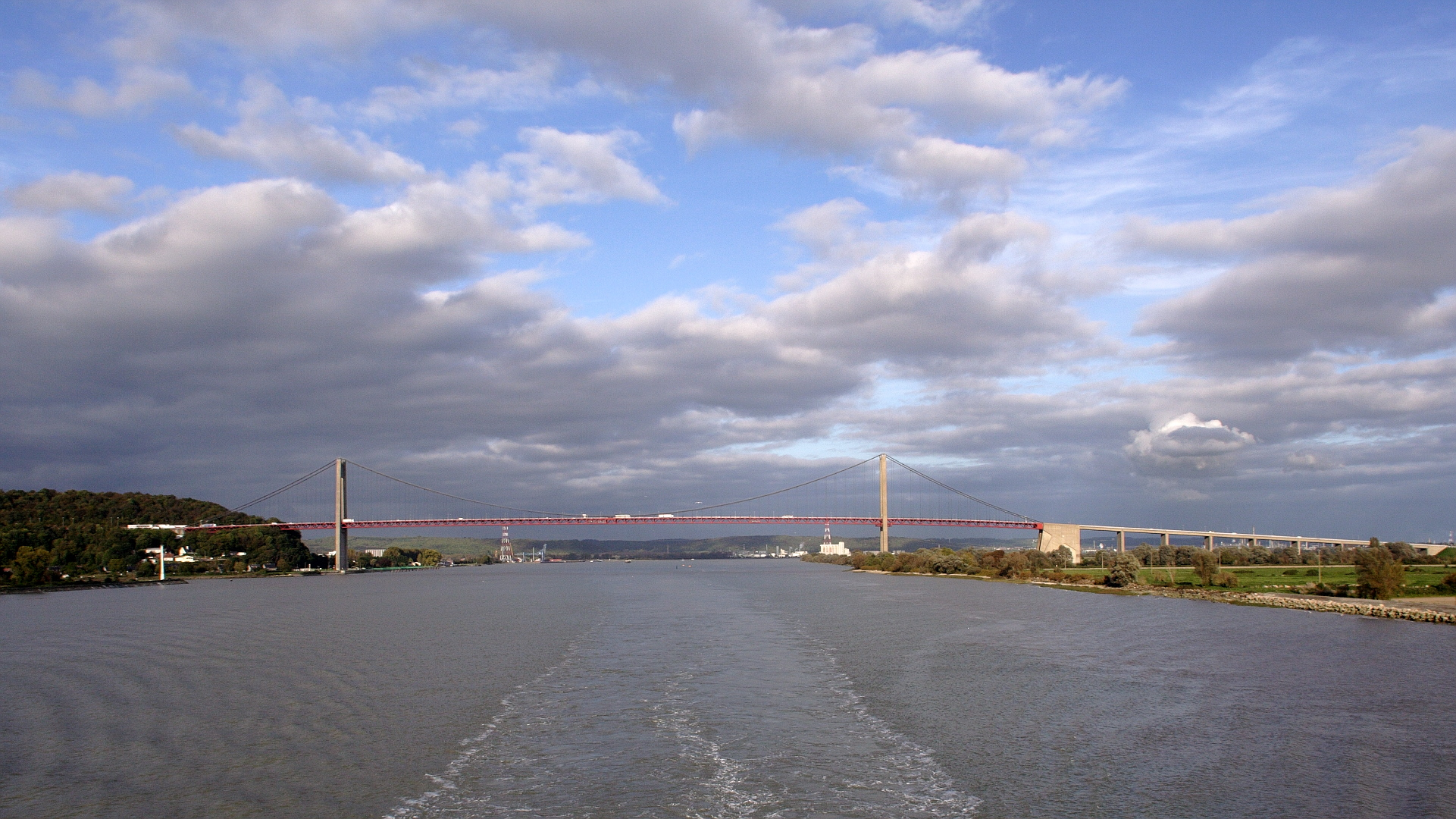
Pont de Tancarville über die Seine
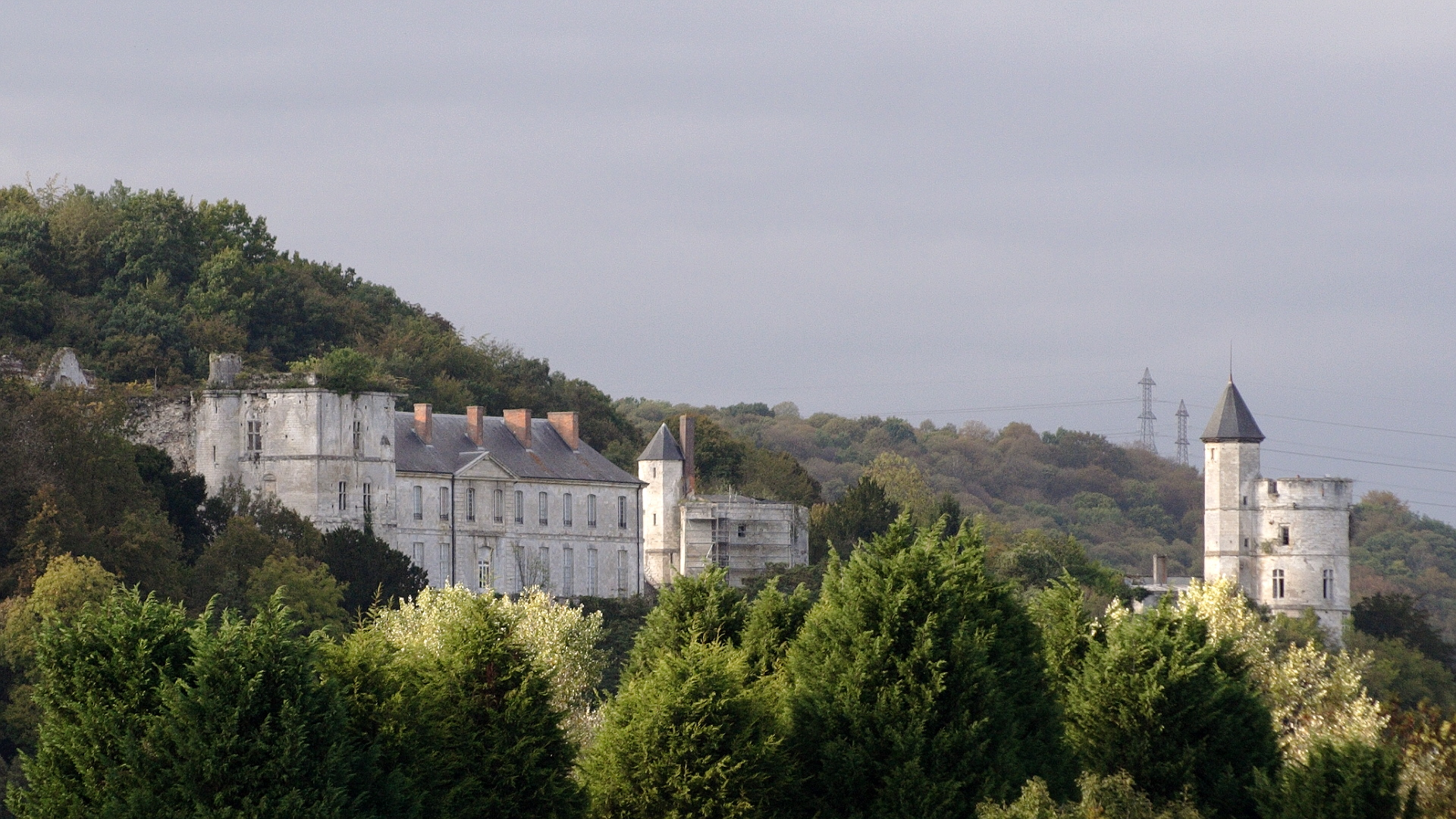
Château de Tancarville